# ACPA
2-аміно-3-(3-карбоксил-5-метил-4-ізоксазолил) пропанова кислота (2-amino-3-(3-carboxy-5-methyl-4-isoxazolyl)propionic acid, АСРА) - агоніст АМРА-рецептора; значення ЕС50 - 11, 15, 5, 1,1 μМ для субодиниць GluR1-4 відповідно.